# Catella (bivalve)
Pour les articles homonymes, voir Catella.
Genre
Synonymes
- Grammatodon (Catella)
- Macrodon (Catella)

Catella est un genre fossile de mollusques bivalves, de la famille des Parallelodontidae (sous-famille des Grammatodontinae).
Les différentes espèces datent du Trias au Crétacé et ont été trouvées en Europe, au Canada, en Chine et en Iran.

## Espèces
Selon Paleobiology Database (18 octobre 2019):
- †Catella (Oceanopieris) Guo, 1988
  - †Catella (Oceanopieris) elegans Guo[3], 1988 (syn. Catella elegans) - Carnien (Trias supérieur) du Yunnan, en Chine
- †Catella caterinae Parona, 1894 - Jurassique de l'Italie
- †Catella fossa Melville[4], 1956 - Toarcien (Jurassique supérieur) du Royaume Uni
- †Catella impressa Münster[5], 1841 - Trias de l'Italie et de Pologne
- †Catella laticlava  Healey, 1908 (type) - Trias d'Iran
- †Macrodon (Catella) tyaughtonae McLearn[6], 1942 - Trias de la Colombie-Britannique au Canada